# Eleições estaduais de Berlim Ocidental em 1948
As eleições estaduais de Berlim Ocidental em 1948 foram realizadas a 5 de Dezembro e, serviram para eleger os 119 deputados para o parlamento estadual.
Estas eleições foram realizadas durante o Bloqueio de Berlim, em que as tropas da URSS cercaram a parte ocidental da cidade, e, com o Partido Socialista Unificado da Alemanha a boicotar as eleições, por não reconhecer a legitimidade de tais eleições.
O Partido Social-Democrata da Alemanha obteve uma enorme vitória, conquistando 64,5% dos votos e uma clara maioria absoluta parlamentar, ao eleger 76 dos 119 deputados.
A União Democrata-Cristã caiu um ligeira queda de votos, obtendo 19,4% dos votos, enquanto, o Partido Liberal Democrático conseguiu um resultado positivo, conquistando 16,1% dos votos.
Apesar da maioria absoluta, Ernst Reuter, líder do SPD, decidiu formar um governo de coligação com os democratas-cristãos e liberais, como símbolo da união de Berlim Ocidental face ao Bloqueio de Berlim.

## Resultados Oficiais
| Partido                 | Partido                     | Votos     | %     | +/-   | Deputados | +/-   |
| ----------------------- | --------------------------- | --------- | ----- | ----- | --------- | ----- |
|                         | Partido Social-Democrata    | 858 461   | 64,48 | 15,78 | 76 / 119  | 13    |
|                         | União Democrata-Cristã      | 258 664   | 19,43 | 2,75  | 26 / 119  | 3     |
|                         | Partido Liberal Democrático | 214 145   | 16,09 | 6,76  | 17 / 119  | 5     |
| Votos Inválidos         | Votos Inválidos             | 38 222    |       |       |           |       |
| Total                   | Total                       | 1 369 492 | 100   |       | 119 / 119 | 11    |
| Eleitorado/Participação | Eleitorado/Participação     | 1 586 461 | 86,32 | 5,95  |           |       |
| Fonte                   | Fonte                       | [ 2 ]     | [ 2 ] | [ 2 ] | [ 2 ]     | [ 2 ] |